# Funastrum clausum
Funastrum clausum är en oleanderväxtart som först beskrevs av Nikolaus Joseph von Jacquin, och fick sitt nu gällande namn av Rudolf Schlechter. Funastrum clausum ingår i släktet Funastrum och familjen oleanderväxter. Inga underarter finns listade i Catalogue of Life.